# Attaque du Prince of Wales et du Repulse
Seconde Guerre mondiale
Batailles
Campagne de Malaisie
- Invasion japonaise de la Malaisie
- Opération Krohcol
- Occupation japonaise de la Malaisie
- Attaque du Prince of Wales et du Repulse
- Bataille de Jitra
- Gurun
- Kampar
- Slim River
- Gemas (en)
- Muar
- Endau (en)

Japon :
- Raid de Doolittle
- Bombardements stratégiques sur le Japon (Tokyo
- Yokosuka
- Kure
- Hiroshima et Nagasaki)
- Raids aériens japonais des îles Mariannes
- Campagne des archipels Ogasawara et Ryūkyū
- Opération Famine
- Bombardements navals alliés sur le Japon
- Baie de Sagami
- Invasion de Sakhaline
- Invasion des îles Kouriles
- Opération Downfall
- Reddition du Japon

Pacifique central :
- Pearl Harbor
- Guam (1941)
- Wake
- Raid sur les îles Gilbert et Marshall
- Opération K
- Midway
- Opération RY
- Campagne des îles Gilbert et Marshall
- Campagne des îles Mariannes et Palaos
- Campagne des archipels Ogasawara et Ryūkyū
- Opération Inmate

Pacifique du sud-ouest :
- Nauru
- Invasion des Philippines (1941-42)
- Invasion des Indes orientales néerlandaises
- Opérations de l'Axe dans les eaux australiennes
- Raids aériens japonais sur l'Australie (1942-43)
- Opération Ke
- Campagne des îles Salomon
- Campagne de Nouvelle-Guinée
- Campagne des Philippines
- Campagne de Bornéo (1945)

Asie du sud-est :
- Invasion de l'Indochine (1940)
- Océan Indien (1940-45)
- Guerre franco-thaïlandaise
- Invasion de la Thaïlande
- Campagne de Malaisie
- Hong Kong
- Singapour
- Campagne de Birmanie
- Opération Kita
- Indochine (1945)
- Détroit de Malacca
- Opération Jurist
- Opération Tiderace
- Opération Zipper
- Bombardements stratégiques (1944-45)

Guerre sino-japonaise
Front d'Europe de l’Ouest
Front d'Europe de l’Est
Bataille de l'Atlantique
Campagnes d'Afrique, du Moyen-Orient et de Méditerranée
Théâtre américain
L'attaque du Prince of Wales et du Repulse est un engagement naval de la Seconde Guerre mondiale qui eut lieu au nord de Singapour, au large de la côte est de la Malaisie, près de Kuantan, dans l'État de Pahang. Le cuirassé britannique de la Royal Navy HMS Prince of Wales et le croiseur de bataille HMS Repulse furent coulés par des bombardiers terrestres et des bombardiers-torpilleurs de la marine impériale japonaise, le 10 décembre 1941. En japonais, l'engagement est désigné comme la « bataille navale au large de la Malaisie » (マレー 沖 海戦 Mare-oki kaisen).
L'objectif de la Force Z, qui se composait d'un cuirassé, d’un croiseur de bataille et de quatre destroyers, était d'intercepter la flotte d'invasion japonaise au nord de la Malaisie. Cependant, cette force naviguait sans appui aérien, qui avait été rejeté par l'amiral Sir Tom Phillips, le commandant de la Force Z, au profit du maintien de silence radio. Bien que les Britanniques rencontrèrent les unités de surface lourdes japonaises, la force ne réussit pas à trouver et détruire le convoi principal. Durant leur retour vers Singapour, le cuirassé britannique HMS Prince of Wales et le croiseur de bataille HMS Repulse furent coulés par des bombardiers moyens japonais à long rayon d’action.
Avec l'épisode de Pearl Harbor, trois jours plus tôt, cette attaque fut un nouveau coup dur pour les forces alliées et démontra une nouvelle fois la puissance de frappe de l'aviation japonaise. L'engagement en Malaisie illustra également l'efficacité des attaques aériennes contre des navires de guerre, même les plus gros et même les plus modernes, s'ils ne sont pas protégés par une couverture aérienne. Il conduisit les Alliés à accorder de l'importance à leurs porte-avions par rapport à leurs cuirassés. Le naufrage des deux navires affaiblit gravement la Flotte britannique d'Orient  (Eastern Fleet) à Singapour, et la flotte d'invasion japonaise fut engagé par des sous-marins jusqu'à la bataille d'Endau le 27 janvier 1942.

## Contexte
Le cuirassé britannique HMS Prince of Wales et le croiseur de bataille HMS Repulse avaient été envoyés à Singapour en décembre 1941 comme moyen de dissuasion à l'expansion territoriale japonaise qui avait récemment envahi l'Indochine française. Le First Sea Lord Sir Dudley Pound pensait que Singapour ne pouvait être défendu efficacement que si la Royal Navy envoyait la majorité de ses navires de ligne là-bas, pour atteindre la parité avec une force estimée d'environ neuf cuirassés japonais. Cependant, l'envoi d'une telle force était impossible pour les Britanniques car ils étaient en guerre avec l'Allemagne et l'Italie. Néanmoins, le Premier ministre Winston Churchill s'était montré optimiste sur l'amélioration de la situation dans l'Atlantique Nord et la Méditerranée. Il plaida pour l'envoi de deux navires de ligne accompagnés d’un porte-avions pour défendre la Malaisie, Bornéo et les établissements des détroits.
Churchill fut critiqué pour avoir montré « son ignorance considérable » et sa « croyance exagérée dans le pouvoir du cuirassé » avec « une tendance à interférer dans les affaires navales ». Ce qui l’avait peut-être amené à proposer une petite escadre de trois navires modernes : un cuirassé, un croiseur et un porte-avions. Sa position était que ces navires formeraient une flotte de dissuasion pour prévenir les actions japonaises, comme le cuirassé allemand Tirpitz, navire jumeau du disparu Bismarck, l’était dans la mer du Nord. Cependant, il n'y avait aucun plan solide pour une telle situation. La proposition britannique initiale prévoyait notamment le nouveau porte-avions HMS Indomitable pour la couverture aérienne, même si le plan avait dû être révisé lorsque l’Indomitable s'était échoué dans la mer des Caraïbes.
L'envoi de navires de ligne à destination de Singapour faisait partie de la planification stratégique de l'Amirauté depuis que la base navale avait été créée. L'ampleur de ce déploiement prévu avait été réduite au cours des années 1930, lorsque l'Allemagne et l'Italie avaient présenté de nouvelles menaces pour les intérêts britanniques dans l'Atlantique et la Méditerranée. Néanmoins, il avait été toujours supposé qu’une force importante de vaisseaux de ligne dissuaderait l'expansion japonaise. Le plan de Churchill présumait que les États-Unis seraient d'accord pour envoyer leur flotte du Pacifique, dont huit cuirassés, à Singapour, en cas d'hostilités avec le Japon, ou que la force britannique ajouterait à la valeur dissuasive de la flotte des États-Unis, devrait-elle rester à Pearl Harbor.
Les gouvernements de l'Australie et la Nouvelle-Zélande, qui avaient envoyé le gros de leurs forces armées participer à la campagne d'Afrique du Nord, avaient également souligné l'importance de la présence d'une grande force à Singapour pour calmer les ambitions territoriales japonaises. L’engagement australien dans la guerre en Europe avait faibli en 1939 et 1940, et serait mis à rude épreuve à la suite d'attaques japonaises : attaque de Pearl Harbor, bataille de Hong Kong, bombardement de Darwin et la longue bataille de Kokoda Track. Ainsi la décision de Churchill, bien qu'un échec militaire, fut peut-être une nécessité politique.

### Déploiement

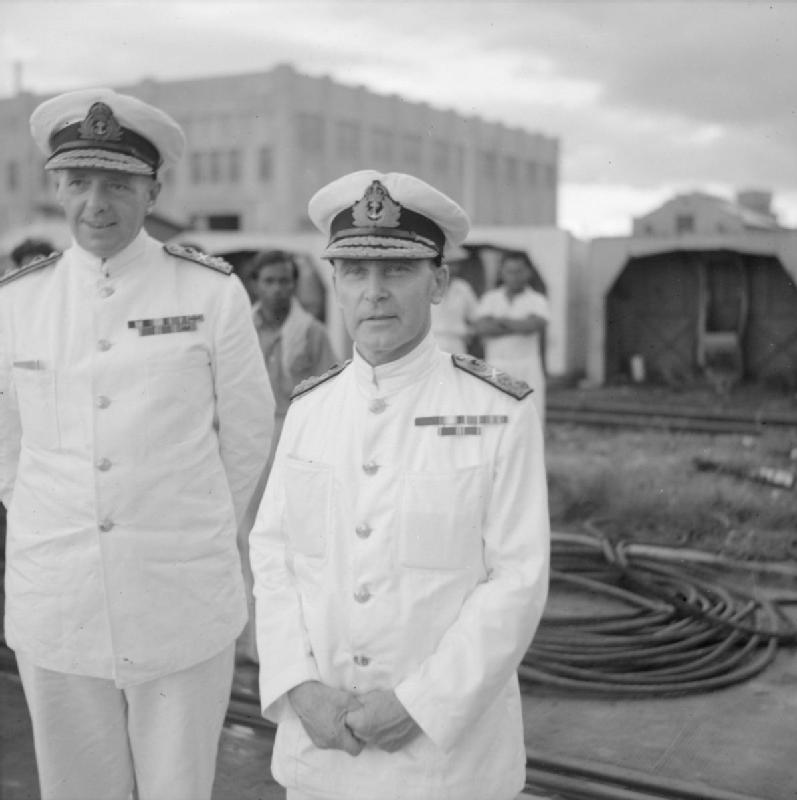
L'amiral Sir Tom Phillips (à droite), commandant de la Force Z, et son adjoint, le contre-amiral Arthur Palliser, sur le quai de la base navale de Singapour, le 2 décembre 1941.

La Force G, composé du cuirassé moderne HMS Prince of Wales, du croiseur de bataille HMS Repulse, construit au cours de la Première Guerre mondiale, et des quatre destroyers HMS Electra, Express, Encounter et Jupiter, arriva à Singapour le 2 décembre 1941. Elle fut ensuite renommée « Force Z ».
Le nouveau porte-avions HMS Indomitable fut affecté à la Force G, mais en partant de la Jamaïque, il s’était échoué à l'entrée du port de Kingston le 3 novembre 1941.
L’Indomitable avait besoin de 12 jours de réparation en cale sèche à Norfolk en Virginie, et n’était plus en mesure de prendre part à l'action. Il transportait une escadrille constitué de Fairey Fulmar et de Hawker Sea Hurricane. Un autre porte-avions, l’HMS Hermes (qui était avec le Prince of Wales au Cap), était sur le chemin pour Singapour pour rejoindre la Force Z, mais ne fut pas rattaché à cause de sa faible vitesse.
Le 1er décembre, Sir Thomas Phillips fut promu au grade d’amiral et nommé commandant en chef de la Flotte orientale. Quelques jours plus tard, le Repulse partit pour l'Australie avec le HMAS Vampire et le HMS Tenedos, mais la force fut rappelée à Singapour pour d'éventuelles opérations contre les Japonais.
Également à Singapour se trouvaient les croiseurs légers HMS Durban, Danae, Dragon et Mauritius, et les destroyers HMS Stronghold, Encounter et Jupiter. Le croiseur lourd HMS Exeter, le croiseur léger néerlandais HNLMS Java, deux autres destroyers britanniques (Scout et Thanet), et quatre destroyers de la marine américaine (Whipple, John D. Edwards, Edsall et Alden) devaient y rester les trois jours suivants.
Bien que le Durban et le Stronghold fussent disponibles, l'amiral Philips les laissa à Singapour parce qu'ils n'étaient pas aussi rapides que les autres unités. En outre, le Danae, le Dragon, le Mauritius, l’Encounter et le Jupiter étaient également à Singapour, mais étaient en réparation et n’étaient pas prêt à naviguer.

### Les préparatifs japonais
Churchill avait annoncé publiquement que le Prince of Wales et le Repulse avaient été envoyés à Singapour pour dissuader les Japonais. En réponse, l'amiral Isoroku Yamamoto envoya 36 bombardiers Mitsubishi G4M pour renforcer les Kōkūtai Kanoya et Genzan, équipés de Mitsubishi G3M, dont les pilotes avaient commencé l’entrainement pour une attaque contre les deux navires de ligne. Genzan était commandé par le Lt Cdr Niichi Nakanishi, Kanoya par le Lt Cdr Shichizo Miyauchi et Mihoro par le lieutenant Hachiro Shoji.

## Les hostilités commencent
Tôt dans la matinée du 8 décembre 1941, les bombardiers du Mihoro Kōkūtai attaqua Singapour. Le Prince Of Wales et le Repulse répondirent avec leurs artilleries antiaériennes ; aucun avion ne fut abattu, et les navires ne subirent aucun dommage. Les Japonais atterrirent sur Kota Bharu, en Malaisie, le 8 décembre (heure locale), et les forces terrestres britanniques furent mises à rude épreuve.
À peu près au même moment, des nouvelles arrivèrent signalant que Pearl Harbor avait été attaqué et que huit cuirassés américains avait été coulés ou étaient désemparés. Les plans d'avant-guerre avaient présumé que la flotte américaine du Pacifique aurait fait route pour Singapour pour renforcer les Britanniques lorsque la guerre éclaterait. C'était maintenant impossible. Philips avait conclu d’une discussion plus tôt avec le général américain Douglas MacArthur et l'amiral Thomas C. Hart que ses deux vaisseaux amiraux avaient une puissance insuffisante pour faire face aux Japonais. Cependant, avec les Japonais menaçant d'envahir la Malaisie, Philips fut pressé d’utiliser ses navires dans un rôle offensif, il rassembla donc sa flottille pour tenter d'intercepter et de détruire les convois d'invasion japonais dans la mer de Chine méridionale.
L'amiral Philips pensait que la Royal Air Force ne pouvait pas garantir une couverture aérienne suffisante à ses navires, car elle était équipée d’un nombre limité de chasseurs vieillissants. L'escadron no 453 de la RAAF, constitué de Brewster Buffalos basés sur la base de la RAF de Sembawang, était disponible pour fournir une couverture rapprochée. Ils furent désignés « escadron de défense de la flotte » pour cette tâche, le lieutenant Tim Vigors leur ayant donné les procédures radios utilisés par la Force Z.
Néanmoins, Phillips choisit d’intervenir. Quatre facteurs auraient influencé sa décision : (1) il pensait que les avions japonais ne pourraient pas intervenir si loin des côtes, (2) il pensait que ses navires étaient relativement à l'abri des dommages fatals d’une attaque aérienne, (3) il n'était pas au courant de la qualité des bombardiers et des avions torpilleurs japonais et (4), comme de nombreux officiers de la Royal Navy, Phillips sous-estimait les capacités de combat des Japonais. Jusqu'alors, aucun navire de ligne n’avait été coulé en mer par une attaque aérienne. Le croiseur lourd italien Pola avait été désemparé par une torpille d'un Fairey Swordfish de la Fleet Air Arm lors de la bataille du cap Matapan le 29 mars 1941, et avait été coulé par une torpille du destroyer HMS Jervis.
Le navire portant sa marque, le Prince of Wales, disposait de l'un des systèmes navals anti-aériens les plus modernes de l'époque, le système de contrôle d’altitude (HACS), avec son radar précis à longue portée dirigeant l’artillerie antiaérienne, avait démontré sa précision, lors de l'opération Halberd en août et septembre 1941. Toutefois la chaleur et l'humidité extrême dans les eaux malaises rendirent ses radars inutilisables et ses munitions de 2 livres s'étaient détériorées également. Des techniciens de la Royal Air Force avaient été appelés pour examiner les radars du Prince of Wales, mais avaient besoin d'une semaine pour effectuer des réparations, alors que la Force Z serait en opération dans seulement quelques jours.
L’escadron no 453 de la RAAF, qui devait assurer la couverture aérienne de la Force Z, ne fut pas tenu informé de la position des navires. Aucune demande par radio de couverture aérienne ne fut envoyée jusqu'à ce qu'un appel fût lancé par le commandant du Repulse une heure après le début de l’attaque japonaise. Le lieutenant Tim Vigors avait proposé un plan pour garder six avions au-dessus de la Force Z pendant la journée, mais cela avait été refusé par Phillips. Après la guerre, Vigors resta amer pour son refus à demander un appui aérien à temps. Il ajouta plus tard : « Je pense cela doit avoir été la dernière bataille dans laquelle la marine pensait qu'elle pouvait se passer de la RAF. Un moyen sacrément coûteux d’apprendre. Phillips savait qu'il s’éclipsait la nuit d’avant, et également à l'aube ce jour-là. Il ne demanda pas de soutien aérien. Il fut attaqué et n'appela toujours pas à l'aide. » Une couverture aérienne de jour au large des côtes avait également été offerte par le commandant d’escadrille Wilfred Clouston de l'escadron no 488 de la RNZAF, mais son plan, « opération Mobile », fut également rejeté.
À propos de la décision de Phillips d’opérer sans couverture aérienne, l’historien naval Samuel Eliot Morison a écrit :

« Ceux qui prennent des décisions en temps de guerre pèsent constamment les risques avérés et les gains possibles. Au début des hostilités, l’amiral [américain] Hart pensait envoyer sa petite force de frappe au Nord de Luçon pour perturber les communications japonaises, mais estima que le risque pour ses navires dépassait le gain possible parce que l'ennemi avait gagné la suprématie aérienne. L’amiral Phillips avait exactement le même problème en Malaisie. Devait-il faire route vers le golfe de Siam et exposer ses navires aux attaques aériennes des appareils basés en Indochine dans l'espoir de briser les communications ennemies avec leur force de débarquement ? Il décida de prendre le risque. Avec la Royal Air Force et l'armée de terre britanniques engagées dans un combat à mort, la Royal Navy ne pouvait pas ne pas être fidèle à sa tradition, en restant les bras croisés à l'ancre. »

### Départ

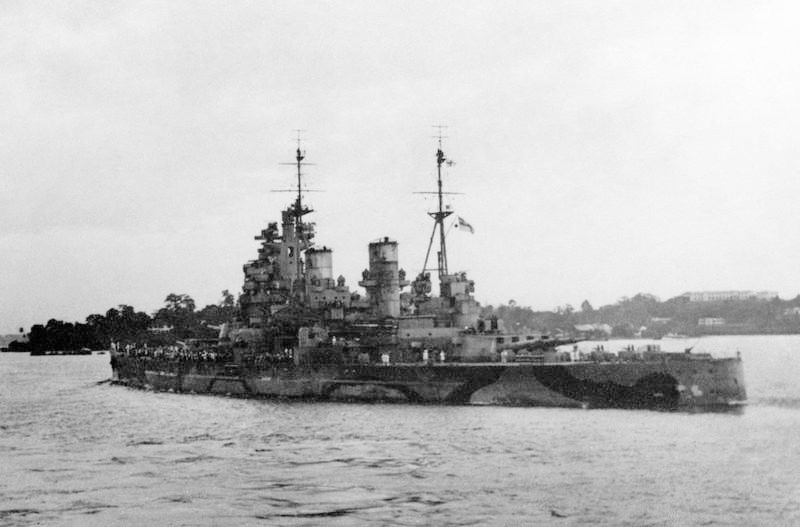
L’HMS Prince of Wales en train de quitter Singapour le 8 décembre 1941.

Après avoir reçu la confirmation d’un convoi japonais à destination de la Malaisie, la Force Z, constitué du Prince of Wales, du Repulse, de l’Electra, de l’Express, du Vampire et du Tenedos, partit de Singapour le 8 décembre à 17 h 10. Phillips espérait attaquer au large de Singora le 10 décembre. S’il avait levé l’ancre un jour plus tôt, il aurait atteint son objectif sans subir d'attaque aérienne, les escadrilles japonaises n'étaient pas encore arrivées.
Le 9 décembre à 7 h 13, la Force Z dépassa les îles Anambas vers l'Est, et pris un nouveau cap au 330 (degrés), puis infléchit sa course au cap 345. La Force Z fut survolée par deux avions de reconnaissance japonais, sans être signalée, avant d'être repérée par le sous-marin japonais I-65, le 9 décembre à 14 h, qui fila les navires britanniques pendant cinq heures, rapportant par radio leur position. Phillips ignorait qu'un sous-marin les suivait. Après ce rapport, le vice-amiral Jisaburō Ozawa, commandant de la force d'invasion, ordonna à la plupart de ses navires de guerre d’escorter les transports de troupe vides dans la baie de Cam Ranh, au Sud du Viêt Nam.

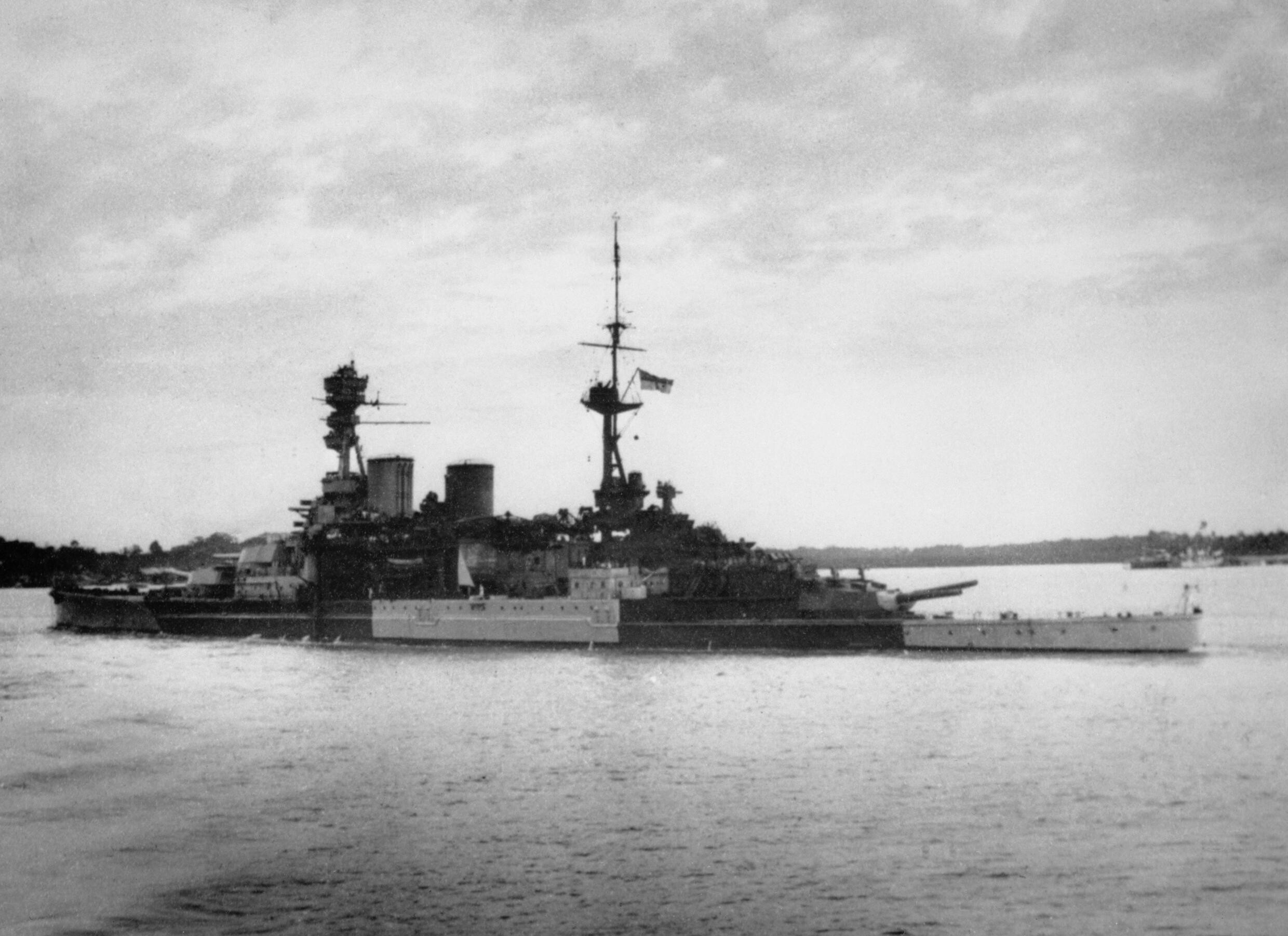
L’HMS Repulse quittant Singapour, le 8 décembre 1941.

Le rapport de l'I-65, confirmant la présence de navires de guerre britanniques, atteignit le quartier général de la 22e flottille aérienne deux heures plus tard. À ce moment-là, ses appareils chargeaient des bombes pour une attaque sur le port de Singapour, mais ils furent immédiatement approvisionnés avec des torpilles. Les bombardiers ne furent pas prêts avant 18 h.
Vers 17 h 30, juste une demi-heure avant le coucher de soleil, la force britannique fut repérée par trois hydravions Aichi E13A, catapultés par les croiseurs japonais Yura, Kinu et Kumano, qui escortaient les transports de troupes. Ces avions continuèrent l'observation. Vers 18 h 30, le Tenedos fut détaché pour retourner à Singapour, parce qu'il était à court de carburant, avec des instructions pour contacter le contre-amiral Arthur Palliser, pour agir comme agent de liaison avec la RAF en Malaisie, l’intention de Phillips n'était plus d'attaquer Singora, mais changea de cap à 19 h 0 en direction de Singora, pour tromper l'avion observation, puis au sud vers Singapour à 20 h 15, quand l'obscurité l’eut enveloppée. Le Tenedos fit son rapport consciencieusement à 20 h, préservant ainsi le secret de la position de Phillips.
Une attaque aérienne nocturne fut tentée par les Japonais parce qu'ils craignaient que les Britanniques ne trouvent le convoi, mais le mauvais temps les empêcha de trouver les navires et ils retournèrent à leurs aérodromes à Thủ Dầu Một et Saïgon vers minuit.

### Retour à Singapour
Cette nuit-là, l'un des hydravions japonais lança une fusée éclairante à proximité du croiseur lourd japonais Chōkai, l'ayant pris pour le Prince of Wales. Après cela, la force japonaise, constituée de six croiseurs et de plusieurs destroyers, se dérouta vers le nord. La fusée fut également vue par la force britannique, qui craignit d’avoir été identifiée et qui fit alors route vers le sud. À cet instant, les forces étaient distantes l'une de l'autre d'environ 5 milles (9 km), mais aucune ne vit l'autre, et la force japonaise ne fut pas repérée par le radar du Prince of Wales. À 20 h 55, l'amiral Philips annula l'opération, estimant qu'il avait perdu l'élément de surprise, et ordonna à sa force de retourner à Singapour.
Sur le chemin du retour, elle fut repérée et signalée par le sous-marin japonais I-58 à 3 h 40. Le I-58 reporta avoir tiré cinq torpilles sans succès, puis perdu de vue la flotte ennemie trois heures plus tard. La force britannique ne vit pas les torpilles, et ne sut rien de l'attaque. Le rapport du I-58 parvint au quartier général de la 22e flottille aérienne à 3 h 15, et dix bombardiers du groupe aérien Genzan furent envoyés à 6 h pour effectuer une recherche par secteur des bâtiments. Beaucoup d'autres avions, dont certains étaient armés de bombes et d'autres de torpilles, suivirent bientôt. Le groupe Genzan décolla à 7 h 55, le groupe Kanoya à 8 h 14, et le groupe Mihoro à 8 h 20. Ils reçurent l'ordre de se diriger vers la meilleure position estimée des bâtiments.

### L'attaque aérienne japonaise

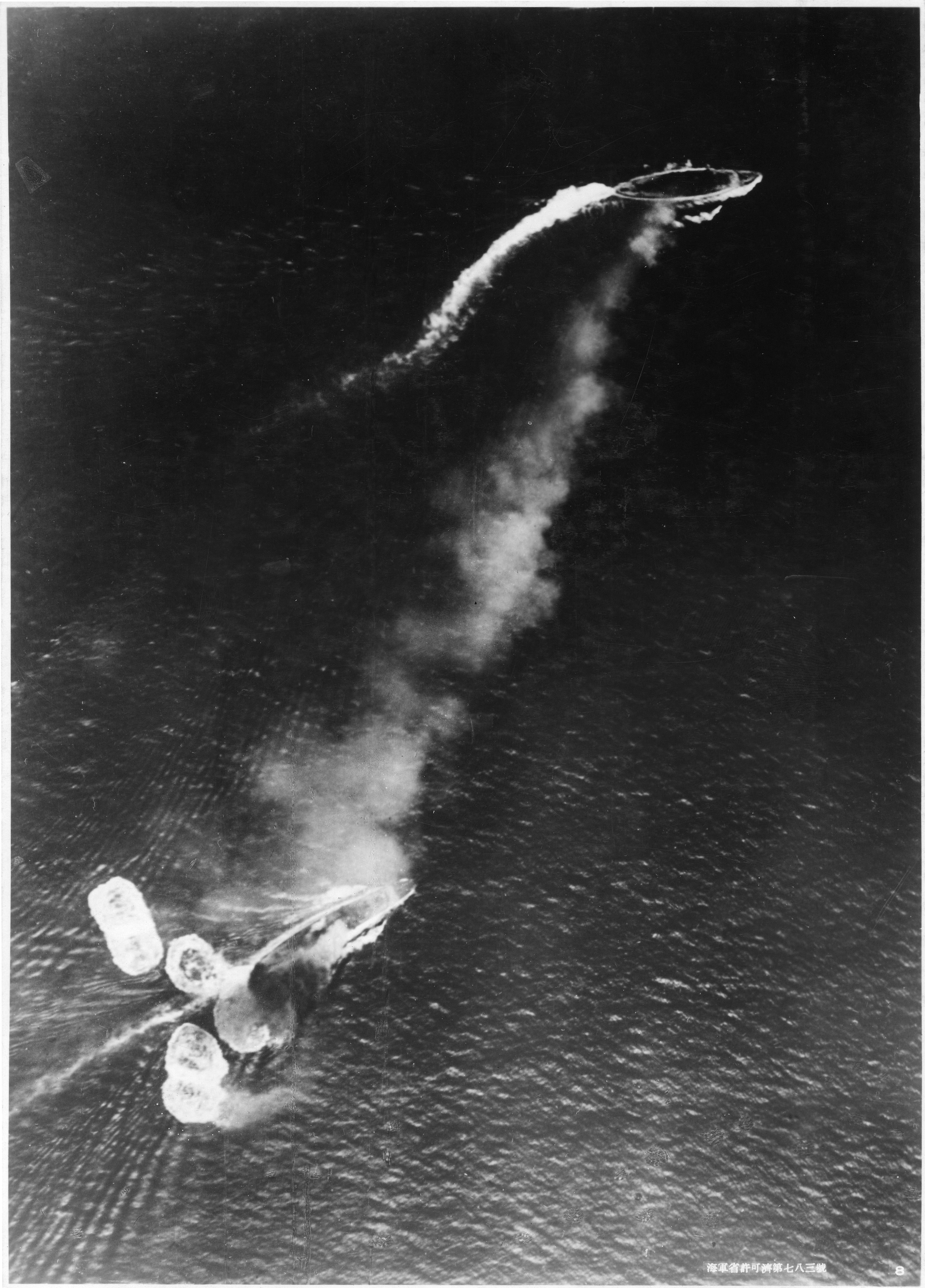
Photo aérienne japonaise de l'attaque initiale sur le (en haut) et le. Un court et épais panache de fumée noire est visible émanant du Repulse, qui vient d'être frappé par une torpille et encadré par au moins six torpilles évitées de justesse. Le Prince of Wales peut être vu en train de manœuvrer. La fumée blanche provient des cheminées, les navires tentant d'augmenter la vitesse.

Le matin même, le 10 décembre à 0 h 50, Phillips reçut un rapport de Palliser à propos de débarquements japonais à Kuantan, sur la côte est de la Malaisie, à mi-chemin entre Singapour et Kota Bahru. Phillips se dirigea dans cette direction, sans toutefois signaler à Palliser ses intentions (ce qui aurait révélé sa position). Palliser n'avait pas prévu cela et demanda une couverture aérienne sur Kuantan aux F2A de la base de Sembawang. Comme il fut avéré, aucun message radio ne fut envoyé à la RAF jusqu'à ce qu'un message du Repulse fût émis, une heure après la première attaque japonaise. À 5 h 15, des objets furent repérés sur l'horizon ; pensant qu'il s’agissait de la force d'invasion, la Force Z mit cap sur eux. Il s'avéra que ce n’était qu’un chalutier remorquant des barges. À 6 h 30, le Repulse rapporta avoir vu un avion d’observation. À 7 h 18, le Prince of Wales catapulta un avion de reconnaissance Supermarine Walrus qui vola jusqu’à Kuantan, ne vit rien, fit son rapport au Prince of Wales et mit le cap sur Singapour. L’Express, envoyé pour enquêter sur la zone, ne trouva rien. Phillips n'était pas au courant qu'une grande force japonaise de bombardiers terrestres recherchait ses navires mais, n’ayant pas prévu son détour par Kuantan, elle le recherchait beaucoup plus au sud. Aux environs de 10 h, le Tenedos, après avoir été détaché de la force principale la veille et se trouvant à environ 140 miles au sud-est de la Force Z, commença à signaler qu’il était attaqué par des avions japonais,. L'attaque fut menée par neuf Mitsubishi G3M Nell, des avions-bombardiers moyens bimoteurs du Genzan Kōkūtai, de la 22e flottille aérienne, basée à Saïgon, armés chacun d'une bombe anti-blindage de 500 kg. Ils prirent le destroyer pour un cuirassé et gaspillèrent leurs bombes sans en mettre une seule au but. À 10 h 15, un avion de reconnaissance, au nord de la plupart des avions japonais, piloté par l’enseigne Masato Hoashi repéra la Force Z et envoya un message donnant sa position exacte,.
Les avions japonais restants convergèrent sur la force britannique alors en retraite. Les avions avaient été éparpillés pour rechercher les navires de guerre britanniques, de sorte qu'ils arrivèrent sur la cible par petits groupes. Comme ils commençaient à être à court de carburant, les Japonais attaquèrent aussitôt plutôt que de se rassembler pour lancer une attaque coordonnée. La première vague, comprenant huit bombardiers Nell du Mihoro Kōkūtai, attaqua à 11 h 13, en se concentrant uniquement sur le Repulse. Sept bombes de 250 kg furent évitées de justesse par le Repulse,, une fit mouche et pénétra le pont supérieur et le hangar, et explosa dans le mess,. La bombe ne causa pas de dommages graves et fit relativement peu de victimes. Le Repulse continua à 25 nœuds (46 km/h), luttant toujours. Cinq des huit bombardiers furent touchés par des tirs antiaériens, et deux furent contraints de retourner à leur base.
Aux alentours de 11 h 40, 17 avions-torpilleurs Nell (deux escadrons du Genzan Kōkūtai) approchèrent les deux vaisseaux de ligne. Huit se concentrèrent sur le Repulse, tandis que neuf attaquèrent le Prince of Wales, envoyant huit torpilles vers le vaisseau amiral (un avion manqua son attaque sur le Prince of Wales et la reporta sur le Repulse), Cette première vague de bombardiers-torpilleurs, bien qu’unique, fut finalement catastrophique, une torpille frappa le Prince of Wales (et aucune ne toucha le Repulse), là où son arbre d'hélice sort de la coque (certains comptes-rendus de l’époque firent état de deux coups au but lors de cette attaque, mais une vaste enquête en 2007 sur la coque de l'épave par des plongeurs prouva qu'il n'y eut qu’un seul). Tournant à sa vitesse maximale, l'arbre se tordit et détériora l’étoupe qui empêchait l'eau de mer d'entrer dans le bateau. Rapidement, le vaisseau amiral embarqua 2 400 tonnes d'eau et sa vitesse chuta à 16 nœuds (30 km/h). Le témoignage du lieutenant Wildish, responsable de la salle des machines « B », indiqua que l'arbre avait été arrêté, mais lors de son redémarrage, l'eau se précipita par le passage de l'arbre endommagé, inondant la salle et forçant son évacuation. Le long passage de l’arbre fut également inondé, ainsi que la salle des machines « Y », la salle des dynamos diesel, la chaufferie « Y », le central auxiliaire des machines et un certain nombre d'autres compartiments arrière.

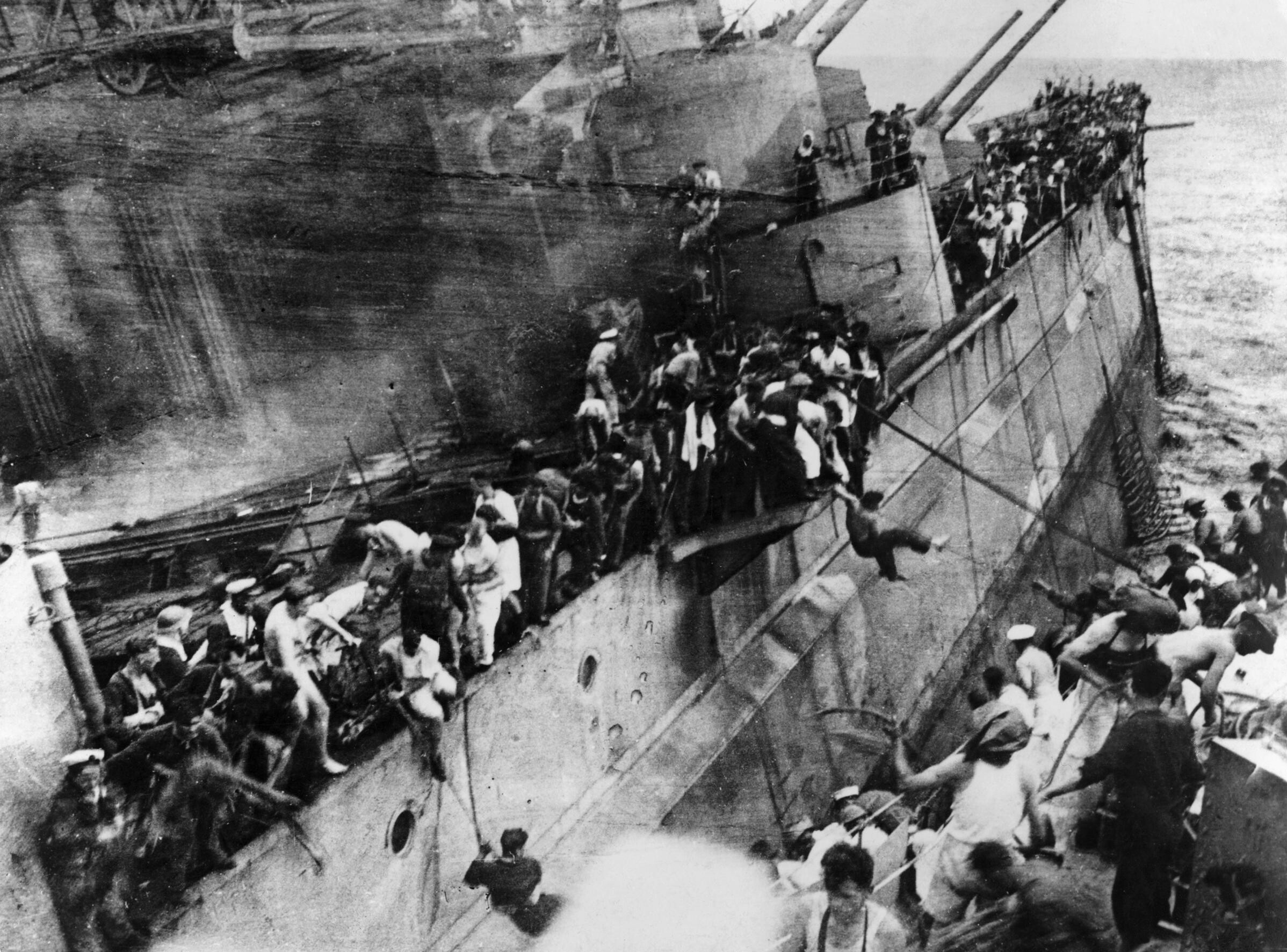
L'équipage du en train d'abandonner le navire qui sombre et embarquant sur le destroyer. Quelques instants plus tard, l’inclinaison du Prince of Wales augmenta soudainement, forçant l’Express à se retirer. Les futs des canons de 5.25 pouces étaient incapables d'avoir un azimut suffisamment bas pour engager les attaquants à cause de la gîte.

Ce coup au but d’une torpille unique eut trois effets dévastateurs. Tout d'abord, il provoqua une gite de 11,5 degrés, ce qui rendit les tourelles anti-aériennes de 5,25 pouces du côté tribord incapables d'avoir un azimut suffisamment bas pour engager les bombardiers-torpilleurs. En outre, l’alimentation des doubles tourelles de 5,25 pouces à l’arrière du Prince of Wales fut coupée, le laissant incapable de lutter efficacement contre de nouvelles attaques. La perte de l’alimentation de ses pompes le rendit incapable d’étaler le flux se précipitant à l’intérieur de la coque endommagée. Deuxièmement, il mit hors service une grande partie de son alimentation électrique auxiliaire, vitale pour les communications internes, la ventilation, le gouvernail et les pompes, tout comme l'élévation des affûts de canon de 5,25 pouces et de 2 livres. Toutes, sauf les tourelles S1 et S2 de 5,25 pouces, étaient presque ingérables, un facteur aggravé par la gite, ce qui rendit leurs servants incapables de les faire pivoter manuellement à l'aide de chaînes. Les équipages eurent aussi des difficultés pour manœuvrer les lourdes montures des canons de 2 livres en mode manuel. Troisièmement, l'inondation interne et les importants dégâts à l'arbre causèrent l’arrêt de l'arbre d'hélice intérieur, ne laissant seulement au navire que la puissance des moteurs tribords, en mesure de propulser le navire à 15 nœuds au mieux, et avec son gouvernail électrique ne répondant pas, le navire était pratiquement ingouvernable.
Une autre attaque à la torpille fut conduite par des bombardiers-torpilleurs Betty du Kanoya Kōkūtai à environ 12 h 20, le Prince of Wales fut touché par trois autres torpilles sur son côté tribord (certains comptes-rendus de l’époque font état de quatre coups au but, mais un vaste enquête en 2007 sur la coque de l'épave par des plongeurs prouva qu'il y en avait eu seulement trois), une très à l'avant, une en face de la tourelle principale B et une à l’arrière de tourelle Y qui non seulement perça la coque mais aussi tordit l’arbre extérieur de l'hélice tribord en plus de l'arbre intérieur, stoppant immédiatement le navire.
En même temps que cette dernière attaque à la torpille contre le Prince of Wales, les avions du Kanoya Kōkūtai attaquèrent également le Repulse à la fois par tribord et bâbord. Le Repulse, qui avait esquivé 19 torpilles jusqu'à présent, pris en tenaille, fut frappé sur le côté bâbord par une torpille. En quelques minutes, d'autres attaques mirent au moins trois torpilles au but. Le Repulse n'avait pas de blindage anti-torpille, au contraire de son navire jumeau le Renown, et n'avait pas non plus de cloisonnements internes étanches et les subdivisions d'un cuirassé moderne. Il avait été sérieusement touché, si bien que le capitaine William Tennant ordonna bientôt à l’équipage d'évacuer. Le Repulse gita fortement sur bâbord pendant six minutes environ, puis se retourna et coula à 12 h 33, avec de lourdes pertes.
Le Prince of Wales était maintenant propulsé par un seul arbre d'hélice, mais était encore capable de tirer sur les bombardiers-torpilleurs attaquant à haute altitude qui arrivèrent à 12 h 41, mais seulement avec les tourelles S1 et S2 de 5,25 pouces. Bien que la plupart des bombes l’aient encadré, une bombe atteignit le milieu du navire. Elle pénétra dans le pont supérieur et explosa parmi les blessés rassemblés au cinéma au-dessous, causant de fortes pertes. Bientôt le Prince of Wales commença à chavirer sur bâbord (même s’il avait encaissé plus d’explosions de torpilles à tribord) et Le HMS Express l’accosta à couple pour embarquer les blessés et les non-combattants. L'ordre d'abandonner le navire fut ensuite donné et peu de temps après le Prince of Wales chavira sur bâbord. Il coula à 13 h 18. Alors qu’il chavirait, il frotta l’Express, se tenant à côté pour embarquer les survivants, avec sa quille manquant presque d'emporter le destroyer avec lui. Le grondement des attaques fut entendu à Singapour.

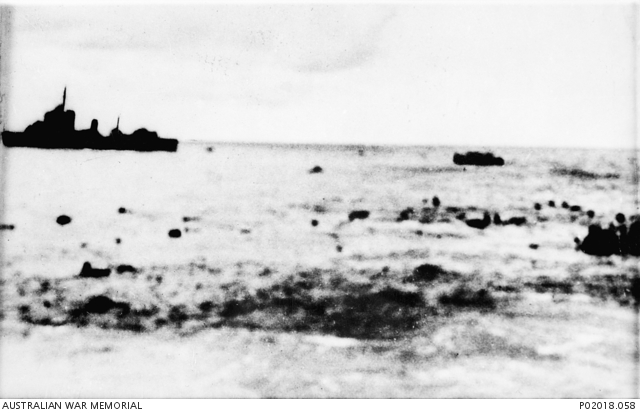
Des survivants du Prince of Wales et du Repulse dans l'eau alors qu’un destroyer manœuvre pour les secourir.

Les Japonais avaient porté huit coups au but avec leurs torpilles, quatre sur le Prince of Wales et quatre sur le Repulse,, sur 49 torpilles lancées, tout en ne perdant que trois avions au cours de l'attaque (un avion-torpilleur Nell du Genzan Kōkūtai et deux bombardiers-torpilleurs Betty du Kanoya Kōkūtai) et un quatrième avion fut tellement endommagé qu'il s'écrasa à l'atterrissage. Une étude des deux épaves confirma qu'il n'y avait que quatre coups au but de torpilles sur le Prince of Wales, et qu’on ne pouvait que confirmer deux coups au but sur le Repulse, car le milieu du bateau où les deux autres coups au but furent signalés était enterré sous les fonds marins. L’expédition Job 74 du Club de l'explorateur, une inspection sous-marine par des plongeurs, fut achevée le 11 juin 2007.
La couverture aérienne affectée à la Force Z, dix chasseurs Buffalo de l’escadron no 453 de la RAAF, arriva sur le champ de bataille à 13 h 18, alors que le Prince of Wales coulait. Ils accrochèrent l’avion de reconnaissance piloté par l’enseigne Masato Hoashi, qui avait découvert la Force Z plus tôt et qui était retourné pour confirmer les naufrages,, mais il parvint à s'échapper alors qu’ils donnaient la chasse. S’il avait été abattu, les Japonais auraient considéré que les deux navires avaient survécu à l'attaque, les obligeant à effectuer une autre frappe.

### Après la bataille
Les destroyers Electra et Vampire firent mouvement pour sauver les survivants du Repulse, tandis que l’Express sauvait ceux du Prince of Wales. 840 marins furent perdus, 513 du Repulse et 327 du Prince of Wales. Après avoir été sauvés, quelques survivants du Repulse prirent les postes de combat pour libérer les marins de l’Electra afin qu’ils puissent sauver d'autres survivants. En particulier, les artilleurs du Repulse prirent les postes des tourelles X et Y de 4,7 pouces (120 mm), et le dentiste du Repulse aida les équipes médicales de l’Electra pour soigner les blessés. Au total, près de 1 000 survivants du Repulse furent secourus, dont 571 par l’Electra. Le Vampire récupéra neuf officiers, 213 matelots, et un correspondant de guerre civil du Repulse, et deux marins de Prince of Wales.
Parmi les officiers de haut rang à bord du Prince of Wales, l'amiral Phillips et le capitaine de vaisseau John Leach choisirent de couler avec leur navire ; le principal survivant des officiers supérieurs était le Lt Cdr A. G. Skipwith, le first lieutenant du navire, qui fut sauvé par l’Express. Le capitaine de vaisseau William Tennant du Repulse fut secouru par le Vampire.
Selon le compte rendu du London Gazette par le Flight Lieutenant Vigors :

« Il était évident qu’il faudrait des heures aux trois destroyers pour repêcher ces centaines d'hommes accrochés à des débris de l'épave et nageant autour dans l’eau crasseuse et huileuse. En plus de tout cela, la menace d'un autre bombardement et d’un mitraillage était imminente. 
Chacun de ces hommes devaient l’avoir réalisé. Pourtant, lorsque je survolais la scène, chaque homme que je survolais me saluait et levait son pouce. Après une heure, le manque d'essence me força à partir, mais pendant cette heure, j'avais vu beaucoup d'hommes en grand danger saluant, applaudissant et plaisantant, comme s’ils étaient des vacanciers à Brighton survolé par un avion volant à basse altitude. Cela me secoua, car il s'agissait là de quelque chose transcendant la nature humaine. »

Sur le chemin du retour vers Singapour avec les survivants, l’Express dépassa le Stronghold et les quatre destroyers américains allant vers le nord. L'Express signala que le sauvetage était terminé, mais les navires procédèrent à la fouille de la zone à la recherche d’autres survivants. Aucun ne fut trouvé. En revenant à Singapour de cette recherche, l’Edsall arraisonna le chalutier de pêche observé par la Force Z le matin. Le chalutier, identifié comme le Shofu Fu Maru, fut conduit à Singapour, où l'équipage japonais fut interné.
Alors que les bombardiers japonais retournaient à leurs aérodromes en Indochine française, une deuxième vague était préparée pour une autre attaque sur la Force Z. Ils n'avaient pas reçu d'informations précises sur la progression de la bataille. L'attaque fut annulée dès qu'ils reçurent confirmation des naufrages grâce à l'enseigne Hoashi.
Le lendemain, le lieutenant Haruki Iki s'envola pour le site de la bataille, et jeta à la mer deux couronnes de fleurs dans la mer pour honorer les combattants des deux côtés qui étaient morts dans la bataille. La première était pour les membres de son groupe aérien (le Kanoya Kōkūtai), tandis que l'autre était pour les marins britanniques dont la bravoure dans la défense des bâtiments avait suscité la plus grande admiration de tous les pilotes de son escadron.

## Conséquence du naufrage

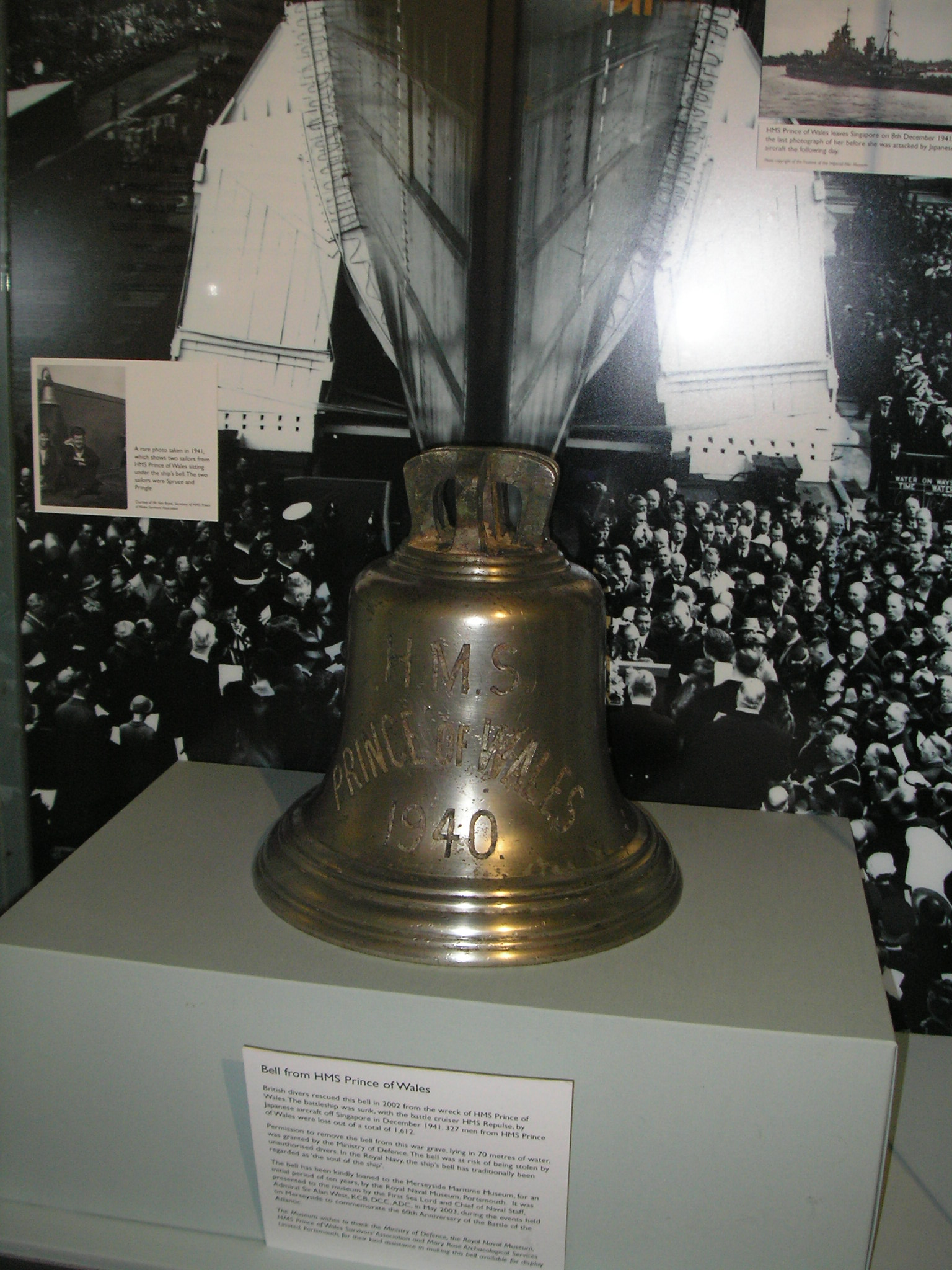
La cloche récupérée sur l’épave du Prince of Wales

Le lendemain matin, après la bataille, le premier ministre Winston Churchill reçut un coup de téléphone à son chevet de Sir Dudley Pound, le First Sea Lord.

« Pound : Monsieur le premier ministre, je dois vous signaler que le Prince of Wales et le Repulse ont tous deux été coulés par les Japonais — nous présumons par des avions. Tom Phillips s'est noyé.

— Churchill : Êtes-vous sûr que c'est exact ?

— Pound : Il n'y a aucun doute.

Churchill raccrocha.
Durant toute la guerre, je n'ai jamais reçu de choc plus direct… Comme je me retournais et me tordais dans mon lit, toute l'horreur de ces nouvelles coula sur moi. Il n'y avait pas de navires britanniques ou américains dans l'océan Indien ou le Pacifique à l'exception des bâtiments américains ayant survécu à Pearl Harbor, et qui se hâtaient vers la Californie. Dans toute cette vaste étendue d’eau, la suprématie du Japon était totale, et nous étions partout faibles et nus. »

Churchill annonça la nouvelle des naufrages à la Chambre des communes le 11 décembre avant midi, qui fut suivie par un examen complet de la situation en Malaisie le lendemain. Singapour était essentiellement réduite à une base terrestre après que les deux vaisseaux de ligne eurent été perdus. La flotte orientale allait passer le reste de l'invasion à retirer ses navires sur Ceylan et les Indes orientales néerlandaises. Elle ne fut pas renforcée par des cuirassés avant mars 1942, avec l'arrivée du HMS Warspite et quatre cuirassés de la classe Revenge. Bien que les cinq navires de guerre survécurent au raid sur Ceylan, leur service dans le Pacifique se déroula sans incident et ils furent ensuite retirés vers l'Afrique de l'Est et la mer Méditerranée.
Le Prince of Wales et le Repulse furent les premiers navires de ligne se défendant eux-mêmes à être coulés en haute mer uniquement par une force aéronavale. Pourtant, les deux cuirassés étaient des navires relativement rapides, par rapport aux cuirassés américains coulés lors de l'attaque de Pearl Harbor. En outre, le Prince of Wales était un cuirassé récent avec des défenses anti-aériennes passives et actives contre les aéronefs modernes, étant équipé du HACS, bien qu’il fût en grande partie inutilisé pendant la bataille,,.
Combiné avec le raid sur Pearl Harbor, ceci ne laissa aux Alliés que quatre navires de ligne opérationnels sur le théâtre du Pacifique : trois porte-avions, l'USS Enterprise, l’USS Lexington et l’USS Saratoga, et un cuirassé opérationnel, l’USS Colorado. Cependant, ces événements firent réaliser aux Alliés et à la marine américaine en particulier la puissance de l'avion. Leurs porte-avions seraient l’élément essentiel à la contre-attaque. Le Genzan Kōkūtai tenterait une attaque à la torpille sur l’USS Lexington le 20 février 1942, perdant dix-sept avions par la chasse embarquée et à la défense antiaérienne.

## Les navires aujourd'hui
Les épaves des deux navires ont été retrouvées après la guerre, le Repulse gisant par 56 m de fond, et le Prince of Wales sous 68 m d’eau. Tous les deux sont dans une position presque sens dessus dessous. Des bouées sont arrimées aux lignes d'arbres, et, jusqu'en 2016, des pavillons de la Royal Navy (White Ensign) étaient fixés aux hélices et régulièrement changés par des plongeurs. Ces épaves de la Royal Navy sont la propriété de la Couronne britannique. 
La cloche du Prince of Wales a été retirée de l'épave en 2002 par une équipe de la Royal Navy et des plongeurs civils britanniques de crainte qu'elle ne fût volée par des plongeurs non autorisés. La cloche est exposée au musée maritime de Merseyside à Liverpool. Par tradition, tous les navires de la Royal Navy de passage effectuent un service commémoratif sur le site des épaves.